# The Voice Kids (Duitsland)
The Voice Kids Duitsland is een Duitse muzikale talentenjacht dat voor het eerst uitgezonden werd op 5 april 2013 op Sat.1.De show is een variatie op The Voice waar kandidaten tussen de 7 en 15 jaar kunnen deelnemen. Voor seizoen 9 was de leeftijd beperkt tot 14 jaar.

## Overzicht
|   | S1-S2, S5-S8    | S3-S4           | S9-S10          | S11             | S12             | S13             |
| - | --------------- | --------------- | --------------- | --------------- | --------------- | --------------- |
| 1 | Blind Auditions | Blind Auditions | Blind Auditions | Blind Auditions | Blind Auditions | Blind Auditions |
| 2 | Battles         | Battles         | Battles         | Knockouts       | Battles         | Knockouts       |
| 3 | Sing-offs       | Halve finale    | Sing-offs       | Knockouts       | Sing-offs       | Knockouts       |
| 4 | Finale          | Finale          | Finale          | Finale          | Finale          | Finale          |
| 5 | Stemronde       | Stemronde       | Finale          | Finale          | Finale          | Finale          |

De winnaar krijgt €15.000,00 euro opleidingsbeurs en een plantencontract. 
| Seizoen | Startdatum       | Einddatum     | Winnaar         | Winnende Coach        | Presentatie       | Presentatie       | Backstage                  | Coaches  | Coaches        | Coaches       | Coaches        |
| ------- | ---------------- | ------------- | --------------- | --------------------- | ----------------- | ----------------- | -------------------------- | -------- | -------------- | ------------- | -------------- |
| 1       | 5. april 2013    | 10. mei 2013  | Michèle Bircher | Henning Wehland       | Thore Schölermann | Aline von Drateln | Marc van Velzen            | Tim      | Lena           | Henning       | Geen 4de coach |
| 2       | 21 maart 2014    | 9 mei 2014    | Danyiom Mesmer  | Henning Wehland       | Thore Schölermann | Nela Lee          | Marc van Velzen            | Johannes | Lena           | Henning       | Geen 4de coach |
| 3       | 27 februari 2015 | 24 april 2015 | Noah-Levi Korth | Lena Meyer-Landrut    | Thore Schölermann | Chantal Janzen    | Marc van Velzen            | Johannes | Lena           | Mark          | Geen 4de coach |
| 4       | 5 februari 2016  | 25 maart 2016 | Lukas Janisch   | Mark Forster          | Thore Schölermann | Chantal Janzen    | Noah Levi Korth            | Sasha    | Lena           | Mark          | Geen 4de coach |
| 5       | 5 februari 2017  | 26 maart 2017 | Sofie Thomas    | Nena & Larissa Kerner | Thore Schölermann | Debbie Schippers  | Jonas Ems                  | Sasha    | Nena & Larissa | Mark          | Geen 4de coach |
| 6       | 11 februari 2018 | 15 april 2018 | Anisa Celik     | Mark Forster          | Thore Schölermann | Debbie Schippers  | Geen backstage presentator | Mark     | Nena & Larissa | Max           | Geen 4de coach |
| 7       | 17 februari 2019 | 21 april 2019 | Mimi & Josefin  | The BossHoss          | Thore Schölermann | Melissa Khalaj    | Iggie Kelly                | Mark     | Stefanie       | The BossHoss  | Lena           |
| 8       | 23 februari 2020 | 26 april 2020 | Lisa-Marie Ramm | Sasha                 | Thore Schölermann | Melissa Khalaj    | Mimi & Josefin             | Max      | Lena           | Deine Freunde | Sasha          |
| 9       | 27 februari 2021 | 25 april 2021 | Egon Werler     | Stefanie              | Thore Schölermann | Melissa Khalaj    | Keanu Rapp                 | Alvaro   | Michi & Smudo  | Stefanie      | Wimcent        |
| 10      | 4 maart 2022     | 6 mei 2022    | Georgia Balke   | Michi & Smudo         | Thore Schölermann | Melissa Khalaj    | Keanu Rapp & Egon Werler   | Alvaro   | Michi & Smudo  | Lena          | Wimcent        |
| 11      | 10 maart 2023    | 12 mei 2023   | Emma            | Michi & Smudo         | Thore Schölermann | Melissa Khalaj    | Chiara Castelli            | Alvaro   | Michi & Smudo  | Lena          | Wimcent        |
| 12      | 15 maart 2024    | 17 mei 2024   | Jakob Hebgen    | Wimcent Weiss         | Thore Schölermann | Melissa Khalaj    | Chiara Castelli            | Alvaro   | Michi & Smudo  | Lena          | Wimcent        |
| 13      | 21 februari 2025 | 18 april 2025 | Neo Klingl      | Wimcent Weiss         | Thore Schölermann | Melissa Khalaj    | Geen backstage presentator | Clueso   | Ayliva         | Stefanie      | Wimcent        |

### Coaches
Het eerste seizoen startte op 5 april 2013 met Lena Meyer-Landrut, Tim Brenzko en Henning Wehland als coaches. In het 2de seizoen wordt Brenzko vervangen door Johannes Strate. In seizoen 3 is Mark Foster de nieuwe coach als vervanging van Wehland. Seizoen 4 startte met nieuwe coach Sasha als vervanging van Strate. Seizoen 5 vervingen Nena en Larissa Kerner Lena Meyer-Landrut na 4 seizoenen als coach. In seizoen 6 wordt Sasha vervangen door Max Giesinger.
In seizoen 7 keert enkel Forster terug en bestaat de jury voor het eerst uit 4 coaches. Meyer-Landrut keert terug na 2 seizoenen en wordt samen met Forster bijgestaan door Stefanie Kloß van Silbermond en The BossHoss. In seizoen 8 keert enkel Meyer-Landrut terug van het 7de seizoen. Giesinger keert terug na 1 seizoen afwezigheid en Sasha na 2 seizoenen afwezigheid. Deine Freunde is nieuwe coach.
In seizoen 9 keert geen enkele coach van het voorgaande seizoen terug. Kloß keert terug na een jaar afwezigheid en wordt bijgestaan door nieuwe coaches Alvaro Soler, Wimcent Weiss en Michi & Smudo. In seizoen 10 keren alle coaches op Kloß na terug. Zij wordt vervangen door Meyer-Landrut die na een seizoen afwezigheid terugkeerd. In seizoen 11 keren alle coaches van het voorgaande seizoen terug. Ook in seizoen 12 keren alle coaches terug. In het 12de seizoen keren coaches Meyer-Landrut, Soler en Michi & Smudo niet terug. Enkel coach Wimcent keert terug van het voorgaande seizoen. Stefanie Kloß keert terug als coach na 3 seizoenen onderbreking voor haar 3de seizoen. Nieuwe coaches Ayliva en Clueso vervoegen hen.
| Coaches        | S1 | S2 | S3 | S4 | S5 | S6 | S7 | S8 | S9 | S10 | S11 | S12 | S13 |
| -------------- | -- | -- | -- | -- | -- | -- | -- | -- | -- | --- | --- | --- | --- |
| Tim            |    |    |    |    |    |    |    |    |    |     |     |     |     |
| Henning        |    |    |    |    |    |    |    |    |    |     |     |     |     |
| Lena           |    |    |    |    |    |    |    |    |    |     |     |     |     |
| Johannes       |    |    |    |    |    |    |    |    |    |     |     |     |     |
| Mark           |    |    |    |    |    |    |    |    |    |     |     |     |     |
| Sasha          |    |    |    |    |    |    |    |    |    |     |     |     |     |
| Nena & Larissa |    |    |    |    |    |    |    |    |    |     |     |     |     |
| Max            |    |    |    |    |    |    |    |    |    |     |     |     |     |
| The BossHoss   |    |    |    |    |    |    |    |    |    |     |     |     |     |
| Stefanie       |    |    |    |    |    |    |    |    |    |     |     |     |     |
| Deine Freunde  |    |    |    |    |    |    |    |    |    |     |     |     |     |
| Alvaro         |    |    |    |    |    |    |    |    |    |     |     |     |     |
| Michi & Smudo  |    |    |    |    |    |    |    |    |    |     |     |     |     |
| Wimcent        |    |    |    |    |    |    |    |    |    |     |     |     |     |
| Ayliva         |    |    |    |    |    |    |    |    |    |     |     |     |     |
| Clueso         |    |    |    |    |    |    |    |    |    |     |     |     |     |